# Suctiojá
Suctiojá är en ort i Mexiko.   Den ligger i kommunen Tila och delstaten Chiapas, i den sydöstra delen av landet, 700 km öster om huvudstaden Mexico City. Suctiojá ligger 1 122 meter över havet och antalet invånare är 106.
Terrängen runt Suctiojá är kuperad åt sydost, men åt nordväst är den bergig. Terrängen runt Suctiojá sluttar söderut. Runt Suctiojá är det ganska tätbefolkat, med 65 invånare per kvadratkilometer. Närmaste större samhälle är Tila, 0,92 km öster om Suctiojá. I omgivningarna runt Suctiojá växer i huvudsak städsegrön lövskog.